# UBlock Origin
uBlock Origin es una extensión de navegador de código abierto para filtrado de contenido y bloqueo de publicidad en línea. La extensión está disponible para los navegadores Safari, Firefox, Chromium, Chrome, Opera y Edge. Destaca por su poco uso de memoria entre las extensiones similares.

## Historia

### uBlock
uBlock fue creada con el nombre μBlock, más adelante fue cambiado a uBlock debido a problemas de pronunciación de la letra griega mi (µ). uBlock es una derivación de HTTP Switchboard junto con otra extensión de bloqueo llamada uMatrix, diseñada para usuarios avanzados. Fueron lanzadas por primera vez en junio de 2014 extensiones compatibles con Chrome y Opera, más adelante se amplió la compatibilidad a otros navegadores. uBlock fue desarrollado por Raymond Hill para aprovechar las listas de bloqueo mantenidas por la comunidad, a la vez que añade características y aumenta la calidad del código para liberar compilaciones estándar.
El repositorio oficial del proyecto uBlock fue transferido a Chris Aljoudi por el desarrollador original Raymond Hill en abril de 2015, debido a la frustración de tratar con las solicitudes. Sin embargo, Hill inmediatamente bifurcó el proyecto después de que a uBlock se le quitara una característica importante, los conmutadores por sitio, esta versión pasó a llamarse uBlock Origin, y reflejó su esfuerzo continuo allí. uBlock Origin no ha tenido ninguna relación con el uBlock de Aljoudi. Poco después de la división del proyecto, Chris Aljoudi creó ublock.org para alojar uBlock, promover la extensión y solicitar donaciones. En respuesta, el fundador de uBlock, Raymond Hill, declaró que "las donaciones solicitadas por ublock.org no benefician a ninguno de los que contribuyeron para crear uBlock Origin".
El desarrollo del proyecto se detuvo en agosto de 2015 y se ha actualizado esporádicamente desde enero de 2017. En julio de 2018, uBlock fue adquirido por AdBlock, y desde febrero de 2019 comenzó a permitir "anuncios aceptables", un programa administrado por Adblock Plus que permite algunos anuncios que se consideran "aceptables", y los anunciantes más grandes paguen una cuota a Adblock Plus.
uBlock Origin sigue siendo independiente y no permite el pago por anuncios.

### uBlock Origin
Raymond Hill es el autor original y fundador del proyecto uBlock, continúa trabajando como desarrollador principal en la extensión bajo el nombre uBlock Origin, a veces estilizado como uBlock₀, y abreviado como uBO. Hasta julio de 2024 la versión para Chrome cuenta con más de 34 millones de usuarios activos, y la versión para Firefox con más de 7 millones.
Una encuesta conjunta de Sourcepoint y comScore reportó una tasa de crecimiento del 833 % durante un período de seguimiento de diez meses que finalizó en agosto de 2015, el mayor crecimiento de software en la lista. El informe atribuyó el crecimiento al deseo de los usuarios de bloqueadores puros fuera del programa de "anuncios aceptables".
En enero de 2016 la extensión fue puesta en los repositorios de Debian 9 y en Ubuntu 16.04, además ganó el premio Pick of the Month de la fundación Mozilla en mayo de 2016.
Nik Rolls lanzó oficialmente uBlock Origin para el navegador Microsoft Edge el 11 de diciembre de 2016. Ellis Tsung para el navegador Safari de los sistemas macOS.
El proyecto rechaza específicamente las donaciones, en cambio el autor aconseja que donen a los mantenedores de las listas de bloqueo.

### uBlock Origin Lite
En 2023, Google introdujo cambios conocidos como "Manifest V3" en la API WebRequest utilizada por las extensiones de bloqueo de anuncios y privacidad para bloquear y modificar las conexiones de red. Tras la implementación por parte de Google de Manifest V3 y el fin de soporte de MV2 (que finalmente se implementó en marzo de 2025), la eficacia de uBlock Origin se redujo drásticamente en Google Chrome y otros navegadores basados en Chromium.
Como resultado, uBlock Origin Lite fue creado y diseñado para cumplir con el marco de extensión Manifest V3 (MV3). uBO Lite difiere significativamente de uBO en varios aspectos clave, principalmente debido a las limitaciones y objetivos de diseño asociados con MV3. En concreto, carece de actualizaciones de las listas de filtros fuera de las actualizaciones de la extensión, no tiene filtros personalizados, página de bloqueo estricto, conmutadores por sitio ni filtrado dinámico. Google ha sido criticado por implementar algunas de estas características debido a su dominio en el mercado publicitario en línea.
Hasta julio de 2025 la versión para Chrome de uBlock Origin Lite cuenta con más de 6 millones de usuarios activos.

## Características
uBlock Origin soporta la mayoría de la sintaxis de la extensión Adblock Plus, además de listas de filtros como EasyList y EasyPrivacy. Desde la versión 0.8.7.0 se admite el filtrado dinámico. Otras funcionalidades incluyen bloqueo estricto de dominios, filtrado cosmético, bloqueo de fuentes remotas y la deshabilitación de JavaScript. Varios sitios web de tecnología han señalado que uBlock Origin consume menos recursos entre las extensiones para bloqueo de anuncios existentes.